# Pompeu Macre
Pompeu Macre (llatí: Pompeius Macer) va ser un magistrat romà del segle i. Formava part de la gens Pompeia.
Era pretor l'any 15 i va portar al senat una consulta sobre si hi havia hagut una ampliació del delicte de Majestas. El moment del seu mandat marca el període on van començar els abusos de poder de l'emperador Tiberi.